# Manas Air Base
Manas Air Base – dawna amerykańska baza wojsk lotniczych niedaleko miasta Biszkek w Kirgistanie, działająca od grudnia 2001 do czerwca 2014. 
Baza była logistycznym zapleczem dla operacji wojskowych w Afganistanie i Iraku. Personel bazy liczył około tysiąca osób, w większości obywateli USA, a także Francuzów i Hiszpanów. 
Potrzeby logistyczne USAF przejął rumuński port lotniczy Konstanca im. Mihaila Kogălniceanu.